# Kajmany (zwierzęta)
Kajmany (Caimaninae) – podrodzina gadów z rodziny aligatorów, obejmująca gatunki z rodzajów Caiman, Melanosuchus i Paleosuchus.
Kajmany mają duże płytki kostne wzmacniające rogowe tarczki brzuszne. Długość dorosłych kajmanów od 1,5 – kajman Schneidera (Paleosuchus trigonatus) – do 4,5 m – kajman czarny (Melanosuchus niger) (choć prehistoryczne kajmany, takie jak Purussaurus, osiągały nawet 11 m długości). Występują w  Ameryce Środkowej i Południowej.
Rodzaje i gatunki
- Rodzaj Caiman
  - kajman okularowy (Caiman crocodillus)
  - kajman szerokopyski (Caiman latirostris)
  - kajman żakare (Caiman yacare)
- Rodzaj Melanosuchus
  - kajman czarny (Melanosuchus niger)
- Rodzaj Paleosuchus
  - kajman karłowaty (Paleosuchus palpebrosus)
  - kajman Schneidera (Paleosuchus trigonatus)